# Globos de Ouro 2022

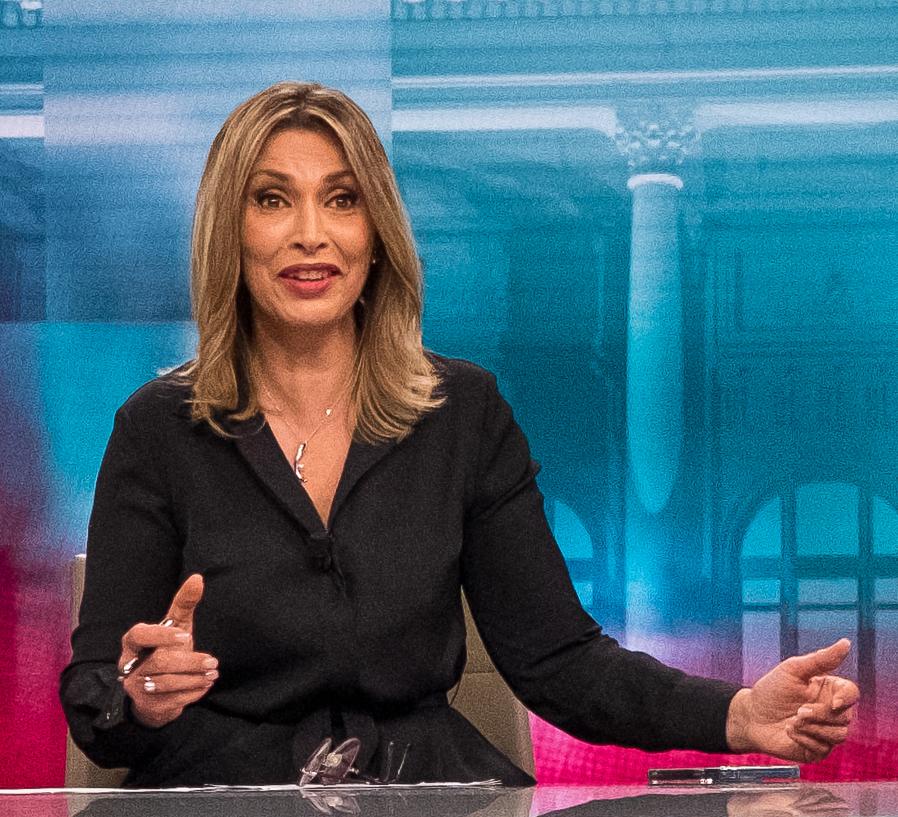
Clara de Sousa

Die 26. Verleihung des Globo de Ouro fand am 2. Oktober 2022 im Coliseu dos Recreios in Lissabon statt. Der Gala-Abend wurde wie im Vorjahr von Clara de Sousa moderiert und vom mitveranstaltenden Fernsehsender SIC übertragen.
Den Globo de Ouro im Jahr 2022, für Leistungen im Jahr 2021, erhielten folgende Persönlichkeiten:

## Auszeichnungen nach Kategorien

### Fiktion
- Beste Schauspielerin: Gabriela Barros (für die Telenovela Pôr do Sol)
- Bester Schauspieler: Miguel Nunes (für die Fernsehserie Glória)
- Bestes Projekt: Glória (Fernsehserie)
- Beste Kinoschauspielerin: Anabela Moreira (in O Último Banho, Regie: David Bonneville)
- Bester Kinoschauspieler: Carloto Cotta (in Diários de Otsoga, Regie: Miguel Gomes)
- Bester Film: A Metamorfose dos Pássaros (Regie: Catarina Vasconcelos)

### Theater
- Beste Schauspielerin: Rita Rocha Silva (im Stück Lua Amarela)
- Bester Schauspieler: Adriano Luz (im Stück Um, Dois, Três)
- Beste Aufführung:  Selvagem (Inszenierung von Marco Martins)

### Musik
- Bestes Konzert: Carolina Deslandes im Coliseu dos Recreios (am 21. Januar 2022)
- Bester Interpret: Dino d’Santiago
- Bestes Lied: Andorinhas – Ana Moura

### Persönlichkeit des Jahres
- Unterhaltung digital: Joana Marques (Comedian und Radiomoderatorin)
- Unterhaltung: Vasco Palmeirim (Moderator)

### Humor
- Persönlichkeit des Jahres: Ricardo Araújo Pereira

### Mode
- Persönlichkeit des Jahres: Joana Duarte (Model)

### Entdeckung
- Ivo Lucas (Schauspieler und Sänger)

### Lebenswerk
- Comendador Rui Nabeiro (Gründer Delta Cafés)